# Мур (Монтана)
Мур (енгл. Moore) град је у америчкој савезној држави Монтана.

## Демографија
По попису из 2010. године број становника је 193, што је 7 (3,8%) становника више него 2000. године.
| Група             | 2000.       | 2010.       |
| Белци             | 184 (98,9%) | 183 (94,8%) |
| Афроамериканци    | 0 (0,0%)    | 0 (0,0%)    |
| Азијати           | 0 (0,0%)    | 1 (0,5%)    |
| Хиспаноамериканци | 0 (0,0%)    | 4 (2,1%)    |
| Укупно            | 186         | 193         |